# Debt push-down
Debt push-down – biznesowa lub podatkowo-księgowa strategia przesunięcia długu związanego z finansowaniem nabycia spółki zależnej na poziom podmiotu zależnego uzyskującego przychody operacyjne. Mechanizm ten jest możliwy do przeprowadzenia m.in. z wykorzytaniem łączenia się spółek, najczęściej połączenia odwrotnego (downstream merger). W celu wdrożenia tej strategii wykorzystuje się alternatywnie również konstrukcję podatkowej grupy kapitałowej albo transparentną podatkowo spółkę osobową.
Mechanizm ten daje zwykle większe szanse na szybki dostęp do środków pieniężnych na spłatę kosztów finansowania. Często też przeprowadzenie reorganizacji polegającej na łączeniu spółek jest warunkiem stawianym przez banki w umowach kredytowych ze względu na większe możliwości zabezpieczenia spłaty kredytu, co ma na celu ochronę interesów banku finansującego i zarządzania jego ryzykiem kredytowym.
Wprowadzone 1 stycznia 2018 roku nowe przepisy dotyczące podatku dochodowego od osób prawnych przewidują brak możliwości zaliczenia do kosztów podatkowych odsetek od kredytu (pożyczki) zaciągniętego na sfinansowanie zakupu akcji (udziałów) spółki w części, w jakiej odsetki pomniejszałyby przychody związane z kontynuacją działalności tej spółki, w szczególności w związku z połączeniem, wniesieniem aportu, przekształceniem formy prawnej lub utworzeniem podatkowej grupy kapitałowej.